# Blattschraube (Holzblasinstrument)

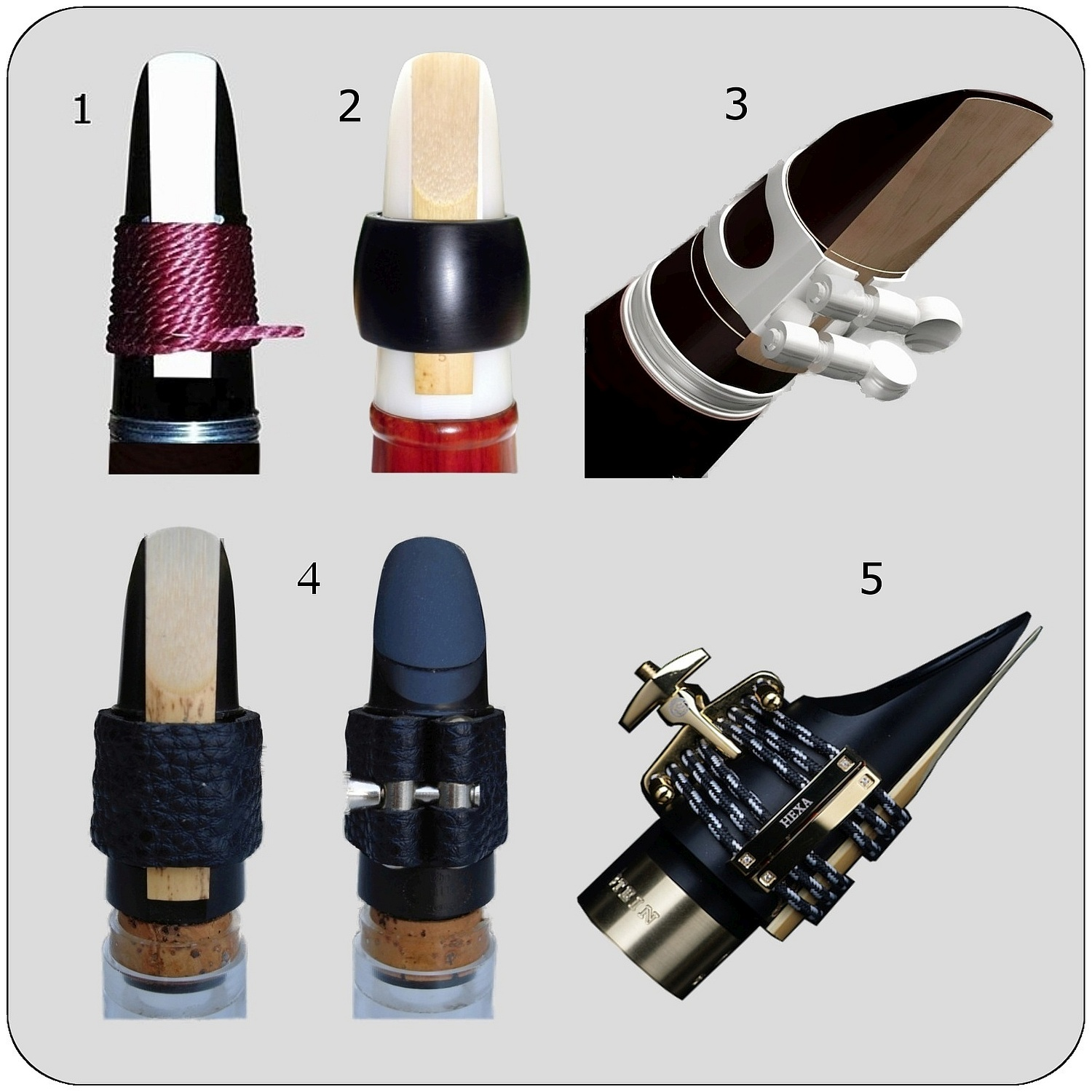
Mundstücke mit unterschiedlichen Ligaturen:
1 Blattbefestigung mit Schnur (nur für Klarinette)
2 konische Blattbefestigung aus Hartgummi
3 Blattschraube aus Metall
4 .. aus Textil oder Leder (Vorder- und Rückseite)
5 .. mit Gummischnüren
1 bis 4 = Klarinettenmundstücke, 5 = Saxophonmundstück

Eine Blattschraube ist eine Vorrichtung, die ein Rohrblatt auf dem Mundstück eines Instruments mit nur einem Rohrblatt wie einer Klarinette oder einem Saxophon hält. Dabei wird im Deutschen diese Bezeichnung allgemein für Ligaturen verwendet, auch wenn keine Schraube im Spiel ist. Die Ligatur muss das Rohrblatt fest auf dem Tisch des Mundstücks, der Blattauflage, fixieren und ihm gleichzeitig die Möglichkeit geben frei zu schwingen.  Die frühesten Ligaturen bestanden aus einer Schnur, die über das Rohrblatt gewickelt und verknotet wurden. Eine solche Schnur drückt die gesamte Fläche des Blattrückens gleichmäßig auf den ebenen Blattteller; der vordere Teil des Blatts kann frei schwingen. Wird die Schnur im vorderen Bereich etwas weniger fest gewickelt als im hinteren, klingen die tiefen Töne etwas voller. Iwan Müller erfand 1820 eine Metallligatur in Form eines  mit zwei Schrauben versehenen Metallbandes, das die Schnur ersetzte, eine Blattschraube im wörtlichen Sinn, die sich, da einfacher zu handhaben, rasch durchsetzte, allerdings nicht in Deutschland. Dort verwenden auch heute noch zahlreiche Klarinettisten, insbesondere in Kulturorchestern, weiterhin Blattschnüre. Viele deutsche Mundstücke haben am Anfang des Tisches einen erhabenen Schnurrand und jenseits dessen Rillen, wodurch das Umwickeln mit einer Schnur erleichtert wird.
Eine Blattschraube muss richtig platziert werden, um eine optimale Leistung auf einem Rohrblattinstrument zu ermöglichen. Sie muss mindestens auf halber Höhe des Rohrblattes angebracht werden, und die Schrauben dürfen nicht zu fest angezogen werden, um eine freie Schwingung zu ermöglichen und das Rohrblatt nicht zu verformen.
Blattschrauben werden meist aus Metall hergestellt und mit Nickel, Silber oder Gold beschichtet. Es gibt aber auch solche aus Draht, Drahtgeflecht, Kunststoff, Nylongewebe, Leder oder Hartgummi. Sie lassen sich in zwei allgemeine Kategorien einteilen, je nachdem, ob das Band das Rohrblatt fixiert oder ob eine Druckplatte verwendet wird.
Bei der Konstruktion der Ligaturen werden verschiedene Merkmale berücksichtigt, um das Blatt sicher zu halten und gleichzeitig die Druckverzerrung des Blatts zu minimieren und eine maximale Schwingung zu ermöglichen. Die Kontaktschienen aus Metall, Holz oder Kunststoff können entweder parallel oder quer zum Blatt verlaufen, entweder auf einem Metallband oder einer Druckplatte. Druckplatten können auch erhöhte Kontaktpunkte, Zacken oder zur besseren Anpassung an den Blattrücken eine konkave Form haben, um einen optimalen Kontakt mit dem Blatt und gleichzeitig eine freie Schwingung zu ermöglichen. Einige Bänder sind so konstruiert, dass sie nur minimalen Kontakt mit dem Mundstück haben und die Schwingungen des Blatts noch weniger beeinträchtigen. Dennoch bleibt theoretisch im Hinblick auf das Schwingungsverhalten des Blatts die Blattschnur das beste Befestigungsmittel, weswegen neuerdings einige Hersteller Blattschrauben anbieten, bei denen das Blatt mit Schnüren, meist aus Gummi, gehalten wird. Mit der Schraube lässt sich die Spannung der Schnüre variieren, wodurch der Klang heller oder dunkler wird.
Nicht wenige Ligaturen, die dem Blatt ein freies Schwingen ermöglichen, haben den Nachteil, dass sie mit dem Blatt verrutschen, wenn der Spieler das einigermaßen fest auf der Birne sitzende Mundstück abnehmen will, so dass er dann zweckmäßigerweise zuvor Ligatur und Blatt vom Mundstück löst. Das erschwert einen schnellen Wechsel des Mundstücks z. B. von der B- zur A-Klarinette während eines Konzerts.
Viele Instrumentalisten besitzen mehrere unterschiedliche Mundstücke und unterschiedliche Ligaturen, die sie differenziert beim Spiel verschiedener Musikrichtungen einsetzen, um den nach ihrer Auffassung zu der jeweiligen Musikrichtung am besten passenden Klang hervorzubringen.